# Richard Bradley (filosofo)
Richard Bradley (13 dicembre 1964) è un filosofo sudafricano.
È professore alla London School of Economics and Political Science, capo progetto presso il Center for Philosophy of Natural and Social Science, ed ex redattore della rivista Economics and Philosophy. Bradley è noto soprattutto per il lavoro sulla teoria delle decisioni, l'epistemologia formale, la semantica e la politica sui cambiamenti climatici. La sua tesi di dottorato ha segnato l'iniziato del suo lavoro sulle decisioni che comportano atteggiamenti condizionati, che culmina nel suo libro del 2017 Decision Theory with a Human Face.

## Biografia
Bradley ha frequentato l'Università del Witwatersrand studiando economia, politica e sociologia. Ha conseguito un Master in Social Philosophy presso la London School of Economics and Political Science e ha completato il suo dottorato presso University of Chicago, sotto la supervisione di Richard Jeffrey e David Malament.